# Перегони на собачих нартах
Перегони на собачих нартах — зимовий собачий вид спорту, найпопулярніший в арктичних регіонах США, Канади, Росії, Гренландії та деяких європейських країнах. Це змагання на час упряжок їздових собак, які тягнуть нарти, а собаководи або каюри стоять на полозах. Переможцем вважається команда, яка пройшла відзначений курс за найменший час.
Перегони на собачих нартах були демонстраційним видом спорту на Зимових Олімпійських іграх 1932 року в Лейк-Плесіді, Нью-Йорк, знову на Зимових Олімпійських іграх 1952 року в Осло та ще раз на Зимових Олімпійських іграх 1994 року в Ліллехаммері, але вони не отримали офіційного статусу.
Їздові собаки, відомі також як нартові собаки, — це добре натреновані собаки, які використовуються для перетягування нартів, безколісного транспортного засобу на полозах, по снігу чи льоду за допомогою джгутів і мотузок.

## Історія

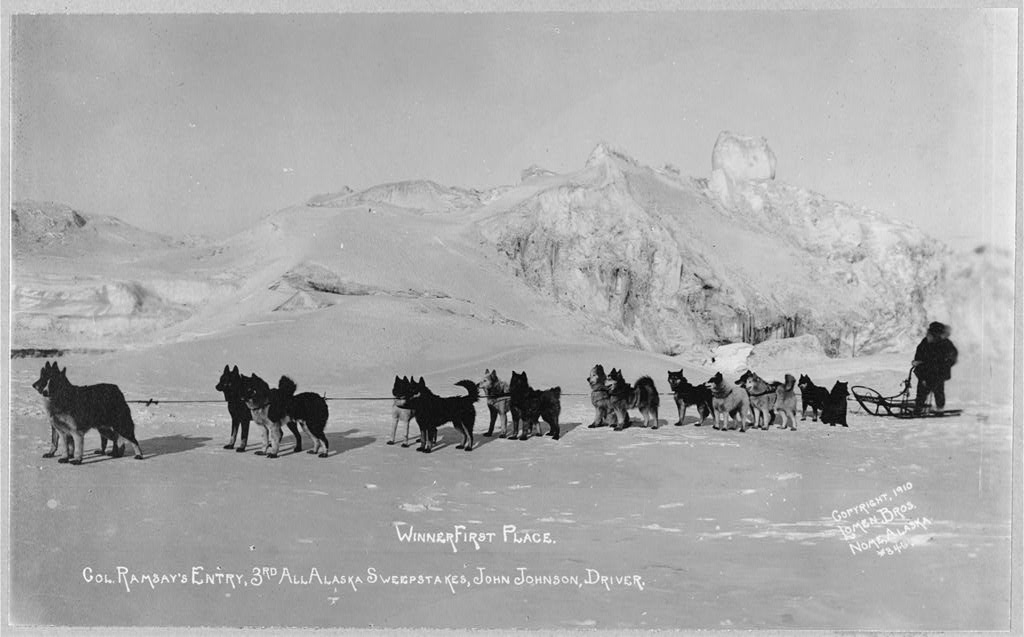
Підпис до старовинної фотографії говорить: Заява полковника Рамзі, переможна команда на собачих упряжках 3-ї лотереї на Алясці, Джон Джонсон, водій ~ близько 1910 року

Перші зареєстровані перегони на нартах у Північній Америці відбулися 1908 року на Алясці під назвою All Alaska Sweepstakes. Маршрут мав довжину 400 миль через деякі з найважчих районів Аляски від Нома до Кенда та назад. Міжнародна асоціація гонок на собачих нартах перераховує переможців першої та третьої гонок: «Переможцем [першого] року став Джон Геґнес з часом 119 годин, 15 хвилин і 12 секунд. До 1910 року кількість учасників значно зросла, як і швидкість команд. Переможцем [третьої] гонки став Джон (Залізна людина) Джонсон з (поки що) непобитим рекордом — 74 години, 14 хвилин і 37 секунд».

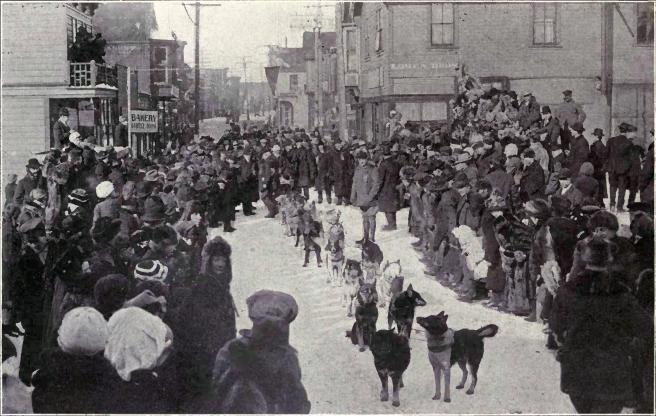
Початок 1915 року. All Alaska Sweepstakes

Джон Джонсон керував командою всіх сибірських хаскі, хоча він не був власником собак. Власником був шотландець на ім'я Чарльз Фокс Моул Рамзі, який звернув увагу на сибірських хаскі, яких використовувала команда в перегонах 1909 року. Інші його загони, також очолювані сибірськими хаскі, зайняли в гонці і друге, і четверте місця. Через невеликий розмір і слухняний характер породу не вважали гідними конкурентами, але після цього вони домінували в гонках протягом десятиліття, завойовуючи деякі з найпрестижніших титулів у гонках на Алясці, особливо в пересіченій місцевості, де порода була відома своєю витривалістю здатність. Сибірські хаскі отримали подальшу популярність у 1925 році, коли місто Ном охопила епідемія дифтерії, і виникла термінова потреба в медикаментах. Під час того, що стало відомим як «Великі перегони милосердя», 20 ловців і 150 їздових собак перевезли дифтерійний антитоксин на 674 милі через Аляску за рекордні п'ять з половиною днів. Мушери та їхні собаки миттєво стали відомими в Сполучених Штатах, особливо пес, який очолював команду на останньому 55-мильному відрізку до Ному, сибірський хаскі на прізвисько Балто.

## Гонки
Перегони на нартах включають «спринт» на відносно короткі дистанції від 4 до 100 миль, перегони на середні дистанції від 100 до 300 миль або перегони на довгі дистанції від 300 до понад 1000 миль (Iditarod). Спринтерські перегони часто складаються з дво- чи триденних змагань із заїздами, що проводяться в послідовні дні з тими самими собаками на одній трасі. Перегони на середні дистанції — це безперервні змагання від 100 до 300 миль (ці категорії неофіційні та можуть певною мірою збігатися). Перегони на довгі дистанції можуть бути безперервними або поетапними, у яких учасники кожного дня біжать іншу трасу, як правило, з центрального місця.

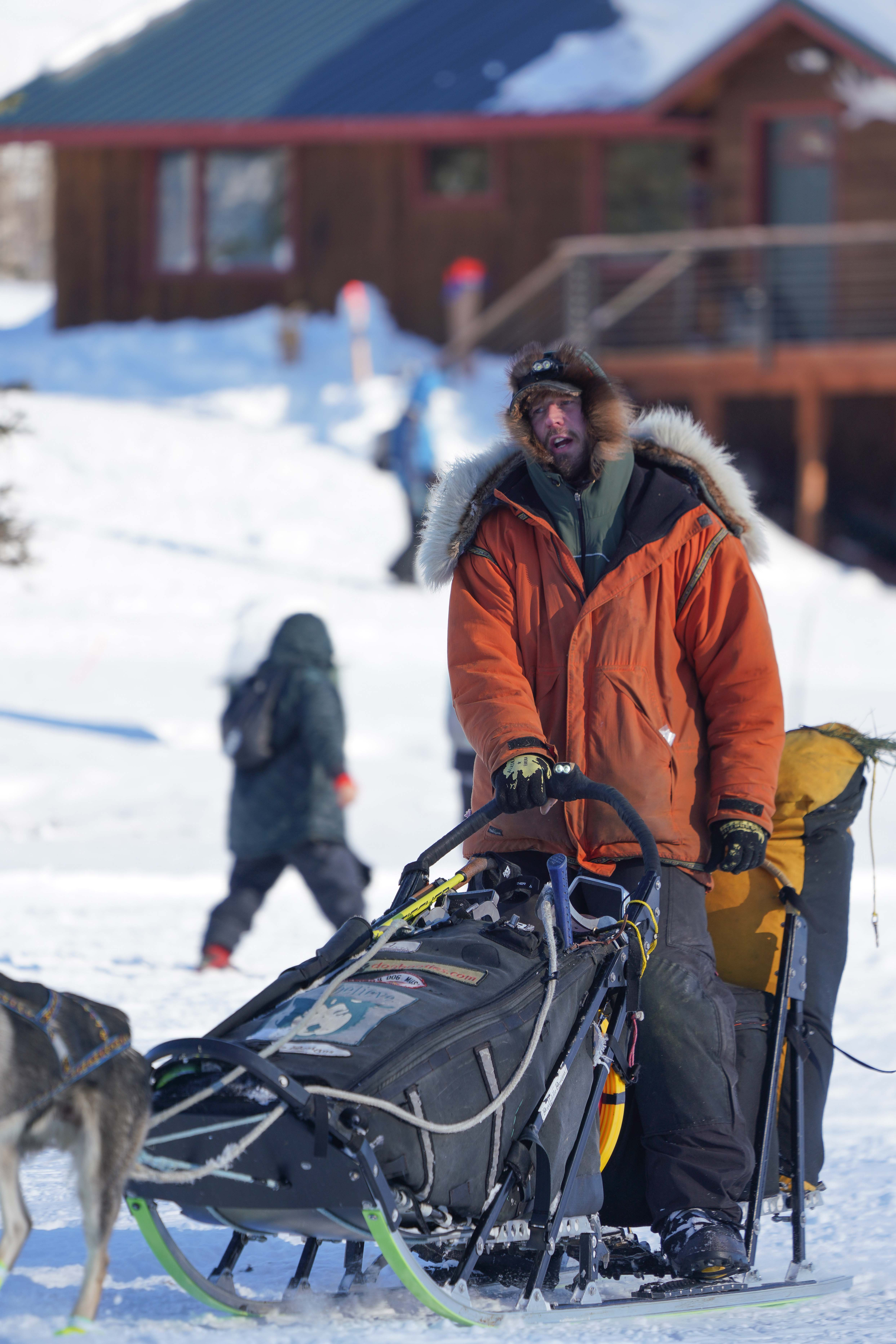
Брент Сасс відправляється з контрольно-пропускного пункту Рейні Пасс під час Iditarod 2020

Забіги класифікуються не лише за дистанцією, але й за максимальною кількістю собак, дозволених у кожній команді. Найпоширеніші категорії — чотири собаки, шість собак, вісім собак, десять собак і необмежена (також звана відкритою), хоча можна зустріти й інші категорії розміру команд.
Одним із прикладів собачих перегонів є Американські собачі перегони, які вперше були запущені 1917 року. Учасники беруть участь у категорії 20, 40, 60 або 100 миль. Гонка стартує в Ештоні, штат Айдахо.

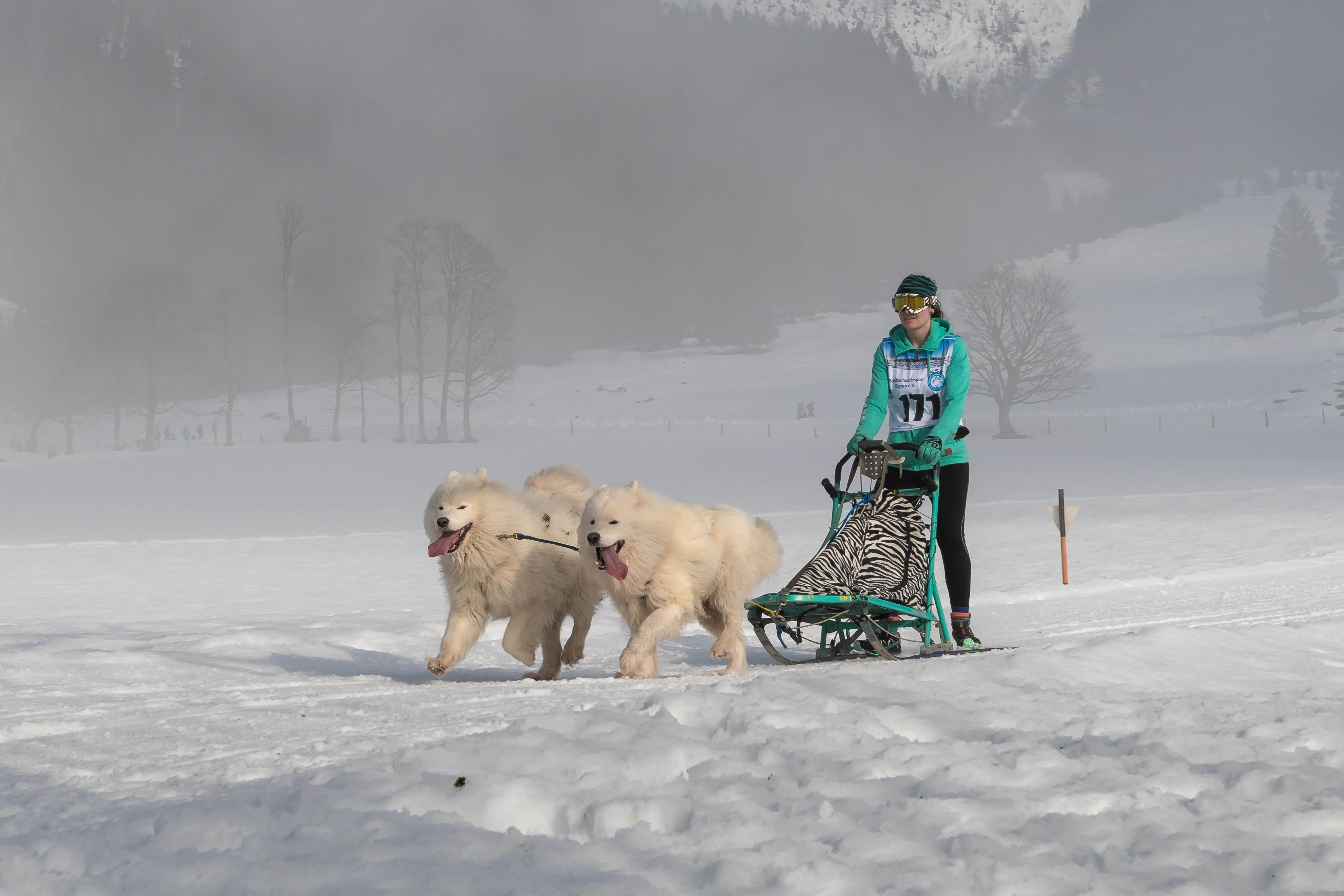
Перегони самоїдів у Верфенвенгу

Змагання організовуються або як «старт на час», або як «мас-старт». Під час хронометражного старту команди стартують одна за одною через рівні проміжки часу, змагаючись з годинником, а не безпосередньо одна з одною. Це спрощує деякі логістичні моменти, такі як одночасний вихід на старт багатьох команд збуджених їздових собак. У масових стартах всі собачі нарти стартують одночасно. Масові старти популярні в Європі та багатьох частинах Канади. На деяких змаганнях з масового старту може бути до 30 команд (300 собак), які стартують одночасно.
Хоча деякі перегони є несанкціонованими та проводяться виключно під керівництвом місцевого клубу, багато перегонів підпадають під одну з трьох міжнародних організацій. У Сполучених Штатах і Канаді ISDRA (Міжнародна асоціація гонок на собачих нартах) санкціонує багато перегонів. У Європі ESDRA (Європейська асоціація гонок на собачих нартах) надає санкції, а IFSS (Міжнародна федерація їздових собачих видів спорту) санкціонує перегони Кубка світу по всьому світу, а також перегони чемпіонату світу кожні два роки.
Для того, щоб забіг був санкціонований, необхідно дотримуватися цілого ряду правил. Наприклад, правила ISDRA визначають, що необхідно уникати всіх небезпек, правильно повідомляти про дистанції, а також чітко описувати трасу для учасників змагань. Гонщики зобов'язані гуманно ставитися до своїх собак, а речовини, що підвищують спортивні результати, суворо заборонені.
Перегони на собачих нартах Дриланд — це варіант, коли учасники використовують обладнання (3–4-колісний візок із блокуючим гальмом і ручкою/кермом), самокат, велосипед (байкджоринг) або залишаються пішки (канікрос), перегони на набитих ґрунтових стежках замість снігу. Іншим видом перегонів на собачих нартах є перегони з вантажами, під час яких на упряжці перевозиться собака певної ваги. У цьому типі перегонів лише від 1 до 5 собак тягнуть санки або самокат одночасно.
У Великій Британії також існує величезна кількість прихильників: Британська асоціація перегонів на собачих нартах організовує перегони на першокласних трасах. Майже щороку в Маркетті, штат Мічиган, проводяться перегони на собачих нартах. Залежно від того, скільки снігу випадає в Маркетті, вони не завжди проводять змагання. Порода собак, які беруть участь у перегонах на собачих нартах, — хаскі. UP 200, що проводиться на Верхньому півострові Мічигану, є однією з найпрестижніших американських гонок на собачих нартах. Змагання охоплює понад 240 миль складної місцевості через райони Маркетт, Гранд Маре, Ветмор та Національне озеро Пікчер Рокс і фінішує в парку Маттсон Лоуер Харбор в Маркетті. До або після забігу глядачі можуть погодувати собак. UP 200 — це одна з головних американських гонок на середні дистанції на собачих нартах з 12 собаками, яка є відбірковим етапом для участі у знаменитому Iditarod. Для каюрів це шанс випробувати своїх собак у відбіркових перегонах Iditarod. Для глядачів це час насолодитися зимовою погодою та місцевою культурою цього міста на Верхньому півострові. Ось чого варто очікувати, якщо ви плануєте відвідати це місто.

### Американські собачі перегони
Американські собачі перегони — найстаріша гонка на собачих нартах у Сполучених Штатах і перша гонка на собачих нартах, яка набула міжнародного значення. Започаткований у 1917 році та активно рекламований Union Pacific Railroad, він був нарівні з Переонів Кентуккі та Індіанаполіс 500 за інтересом і висвітленням у пресі на початку 20-го століття та вважався чемпіонатом світу з перегонів на собачих нартах. Катери Американських собачиї перегонів були міжнародними знаменитостями до такої міри, що одну фотогенічну касиру на ім'я Лідія Гатчінсон продюсер відібрав на головну роль у своєму фільмі. Можливо, вона була на шляху до кінозірки, коли померла від пневмонії в 1930 році. Американські собачі перегони популяризувало перегони на собачих нартах у 1920-х роках, і після нього в містах Північної Америки та Північної Європи організовувалися інші перегони на собачих нартах.

### Ідітарод
Найвідоміші перегони на довгі дистанції — Iditarod Trail Sled Dog Race. Також відомі як «Останні великі перегони на Землі», Ідітарод — це приблизно 1000 миль однієї з найсуворіших місцевостей у світі. Раса складається з лютих гір, замерзлих річок, густих лісів і безлюдних тундр. Кожна команда з 12–16 собак повинна пройти від Анкоріджа аж до Ному.
Хоча у кожного каюра різні стратегії, кожна команда повинна мати певне спорядження, наприклад, арктичну парку, сокиру, снігоступи та черевики для кожної лапи собаки, щоб захистити її від порізів льоду та травм, спричинених щільно набитим снігом.

## Собачі нарти
Гоночні їздові собаки носять індивідуальні шлейки, до яких пристібаються «буксири», що тягнуться з петлі біля кореня хвоста. Собаки прив'язуються попарно, їхні буксири по черзі прикріплюються до центрального «бандлайна». Зазвичай до цих ліній додаються короткі «шиї», прикріплені до нашийника кожної собаки, щоб утримувати собак у правильному положенні. Рідко можна побачити більше 22 собак на прив'язі одночасно в гоночній команді, і така кількість зазвичай спостерігається лише в перший день найбільш конкурентних спринтерських змагань. У наступні дні собаки можуть бути виключені з команд, але не можуть бути додані. Існує багато інших правил, більшість з яких діють від початку організованих перегонів на собачих упряжках у місті Ном, штат Аляска, у 1908 році.

## Гонки на собачих нартах у Південній Африці
У грудні 2013 року Верховний суд Південного Гаутенга підтвердив перегони на собачих нартах як форму собачих перегонів, і тому перегони на собачих натрах було визнано незаконними в Південній Африці.